# 世界环境公约
根据维基媒体基金会的使用条款，在 "有偿写作 "的情况下，这个模板用于披露雇主、客户和其他信息。
世界环境公约是在2017年由一组被称为“公约国际专家组”的专家团体提出。这个团体由一百多位环境法领域的法律专家组成并由前COP21大会主席Laurent Fabius领导 2018年5月10日，联合国大会以142票赞成、5票反对（美国、俄罗斯、叙利亚、土耳其、菲律宾）、7票弃权（沙特阿拉伯、白俄罗斯、伊朗、马来西亚、尼加拉瓜、尼日利亚、塔吉克斯坦）通过了商讨世界环境公约的决议。
公约的谈判仍在继续。2020年5月8日，联合国环境署提名了两位共同促进者来领导这个过程。他们的任务是领导非正式的磋商会议，以准备将会在2021年2月联合国环境大会的第五届会议中讨论的“政治宣言”的第一稿。该文本计划于 2022 年在第五届联合国环境大会特别会议期间通过，名为 UNEP@50，以纪念联合国环境规划署成立 50 周年。

## 目标
世界环境公约旨在承认公民和政府对地球的权利和义务。它将通过在有法律效力的文件中推崇环境法律的基本原则来达到这个目的，从而补足国际环境法律的不足。即使这些原则已经在诸如1972年斯德哥尔摩宣言和1992年里约宣言中呈现，目前它们仍缺乏法律效力。
对比这些宣言，世界环境公约将会是一个具有法律效力、推崇基本环境权利和指导环境行动原则的多边条约。基于可持续性发展目标和巴黎协定，世界环境公约将会提高全球环境保护的门槛。它旨在供全球采用。它将通过推崇能应用于整个环境的原则与现存的如巴黎协定和蒙特利尔协定等区域性会议互补。如果获得通过，如果获得通过，这将是第一个对环境采取全面和非部门方法的国际条约。
世界环境公约加强环境标准的方法论是通过认可“第三代基本权利”—环境权利。这种方法反映了 1966 年的“公民权利和政治权利国际公约”（ICCPR）和“经济、社会、文化权利国际公” （ICESC）的方法，这两项国际公约被广泛视为推崇了前两代人的人权。
如果通过具有法律约束力的世界环境公约，联合国会员国将不得不制定雄心勃勃的环境立法，将世界环境公约的原则纳入其国家法律。此外，国内法庭，尤其是最高法院，将会引用世界环境公约作为法律渊源。

## 起源
世界环境公约最初是在2017年被一组现在被称为“国际公约专家组”（IGEP）的来自四十个不同国家、超过一百人的专家们（教授，评委，律师）提出的。IGEP的现任主席是Laurent Fabius，同时也是法国宪法委员会的主席和COP21的前主席。IGEP的现任秘书长是Yann Aguila，一名巴黎的律师，同时也是法学家俱乐部（一个法国法律智库）的环境委员会主席。
值得一提的IGEP成员包括：
- Antonio Herman Benjamin, 巴西高等法院法官
- Bruce Ackerman,耶鲁大学法律与政治学系的斯特林教授
- Laurence Boisson de Chazournes, 日内瓦大学教授
- David Boyd, 英属哥伦比亚大学法学教授，联合国人权与环境特别报告员.
- Lord Robert Carnwath, 英国最高法院大法官
- Parvez Hassan, 巴基斯坦最高法院高级辩护律师
- Marie Jacobsson, 2007 年至 2016 年联合国国际法委员会前成员和特别报告员
- Donald Kaniaru, 联合国环境署前环境执行主任
- Swatanter Kumar, 印度最高法院前法官，印度绿色国家法院前院长
- Luc Lavrysen, 比利时宪法法院荷兰语院长
- Pilar Moraga Sariego, 智利大学法学院环境法中心教授
- Tianbao Qin, 武汉大学教授，中国环境与自然资源法学会秘书长
- Nicholas A. Robinson, 纽约佩斯大学伊丽莎白豪布法学院教授
- Jorge E. Vinuales, 剑桥大学教授
- Margaret Young, 墨尔本大学法学院副教授
- Jinfeng Zhou, Secretary-General, China Biodiversity Conservation and Green Development Foundation, 中国生物多样性保护与绿色发展基金会秘书长

然而，将环境法的基本原则纳入具有普遍约束力的条约并不是一个新想法。环境法律师早在1987年的布伦特兰报告中就呼吁各国采取这样一个条约，报告中就提到了一个“环境保护和可持续发展的法律原则”清单。1995年，世界自然保护联盟（IUCN）也提出了一个关于国际环境与发展公约的草案。2015年，法学家俱乐部的环境委员会也同样提出了采纳国际环境条约的建议。

## 内容
2017年IGEP的专家们构想了一份作为国际对话基础的初稿。文稿的最终版本仍然取决于谈判。
这份初稿围绕序言和二十个基本原则构建，平衡权利和义务，并辅以六条处理最终条款的条款。该文本基于两个“源原则”，即权利和义务：享有生态无害环境的权利和保护环境的义务。这些实质性和程序性原则已经在以前的环境宣言中得到广泛确立和接受。 然而，世界环境公约将把这些原则从指导思想提升为对所有联合国成员国的立法者和法院具有法律约束力、可执行的法律渊源。
实质性原则包括：Substantive principles include:
- 防止原则（第5条）：采取必要措施防止环境危害。The Prevention Principle (Article 5): necessary measures shall be taken to prevent environmental harm.
- 预防原则（第 6 条）：当有严重或者不可逆伤害风险时，缺乏科学确定性不会成为防范环境恶化的理由。The Precautionary Principle (Article 6): where there is a risk of serious or irreversible damage, lack of scientific certainty shall not be used as a reason to prevent environmental degradation.
- 修复环境损伤的义务（第 7 条）：采取必要手段确保环境损伤受到充分修复。Duty to Repair Environmental Damage (Article 7): necessary measures shall be taken to ensure adequate remediation of environmental damages.
- 污染者付费原则（第 8 条）：污染成本应由污染者承担。Polluter-Pays (Article 8): costs for pollution should be borne by their originator.

程序性原则包括：Procedural principles include:
- 知情权（第 9 条）：每个人都有权获取公共当局持有的环境信息。Right to Information (Article 9): every person has a right to access environmental information held by public authorities.
- 公众参与（第 10 条）：每个人都有权参与制定可能对环境产生重大影响的决策。Public Participation (Article 10): every person has the right to participate in the preparation of decisions that may have a significant effect on the environment.
- 环境正义的获取（第 11 条）：各国应确保有权获得有效且负担得起的补救措施，以质疑违反环境法的行为。Access to Environmental Justice (Article 11): States shall ensure the right of effective and affordable remedy to challenge acts that contravene environmental law.

世界环境公约的初稿提出了一些创新，例如官方承认民间社会在保护环境方面的作用。公约还包含了不倒退原则，即禁止回到现有的环境保护水平。
初稿同时也提供了监督公约执行的机制来保证公约的效力。该机制由专家委员会组成，将成为各国根据国家最佳做法交流经验和建议的论坛。

## 战略进程
世界环境公约草案文本于 2017 年 6 月 24 日在巴黎首次提交，出席在场的有数位致力于保护地球的知名人士，包括潘基文、玛丽·罗宾森、洛朗·法比尤斯、阿诺德·施瓦辛格、安妮·伊达尔戈、尼古拉斯·于勒和埃努尔·普尔加·比达尔。 
2017年9月19日，在纽约联合国大会第 72 届会议期间， 法兰西共和国总统埃马纽埃尔·马克龙将世界环境公约项目呈现给了数位国家首脑。联合国秘书长安东尼奥·古特雷斯、联合国大会主席米罗斯拉夫·莱恰克和联合国规划署执行总监埃里克·索尔海姆当场附议。
2018年5月10日，联合国大会通过了题为“制定世界环境公约”的第 72/277 号决议。此文为此类公约的交涉和谈判开辟了道路。它还为联合国官员后续的沟通商榷提供了示例和参考，具体表现为：
- 在2018年底，联合国秘书长安东尼奥·古特雷斯向大会提交了一份报告，指出了一些可能可以由世界环境公约填补的国际环境法中的法律空白；
- 设立一个不限成员名额的工作组，向所有成员国开放，负责审查上述报告，并讨论将《公约》作为一项新的国际条约是否会解决报告中涉及的问题。

2018年9月5日至7日，工作组在纽约举行了第一次组织会议。在那里，成员国计划于2019年1月、3月和5月在内罗毕举行三次实质性会议。该小组由联合国大会主席米罗斯拉夫·拉查克提名的两位主席协同主持。他们分别是葡萄牙常驻代表弗朗西斯科·安东尼奥·杜阿尔特·洛佩斯和黎巴嫩常驻代表阿迈勒·穆达拉利。
2018年12月，联合国秘书长发表了关于《世界环境公约》的报告。题为“国际环境法和环境相关文书的空白：致力于达成一项全球环境公约”的报告强调，这项载有环境法所有准则的全面和统一的国际文书可以加强国际环境法的效力。这样一项文书“可以提供更好的协调性、可预测性和确定性”。
2019年6月，工作组接受了联合主席撤销原始提案的的建议。事实上，各国最终选择了在2022年通过一项政治宣言，以呼应斯德哥尔摩会议五十周年庆典。我们的初衷旨在达成一项具有法律约束力的国际条约，将环境法的一般原则载入其中，而这些建议使项目组的雄心壮志受挫。
2019年8月30日，联合国大会通过了第73/33334号决议。此决议“完整地记录了工作组的工作”并“赞同其所有建议”，并且，这些建议都作为决议的支持件被附上了。联合国大会向联合国环境大会转呈这些建议，供后者“审议这些建议，以期在2021年2月拟订一项政治宣言，暨庆祝联合国环境规划署成立联合国环境保护项目（1972年6月5日至16日）之际，使联合国高层的意见自主地达成统一。
2020年5月8日，联合国环境大会主席和常驻代表委员会主席任命了两名联席开启谈判进程。两人分别是来自巴基斯坦的Saqlain Syedah和来自爱沙尼亚的Ado Lohmus。这两位代表与各国进行非正式磋商，为2021年2月举行的联合国环境大会第五届会议做准备。他们做的这些工作旨在监督三次协商会议的顺利举行，其中，第一次会议于2020年6月举行，第二次会议于2021年11月举行，第三次也是最后一次磋商于2022年2月举行。

## 健康环境的权利
世界环境公约发起时，意味着一场争取健康环境权的国际认可的运动正在兴起。2020年9月，一小部分国家（哥斯达黎加、摩洛哥、斯洛文尼亚、瑞士、马尔代夫）开始了让联合国人权理事会承认这一权利的讨论。
2021年10月8日，人权理事会以43票赞成，无反对票，4票弃权（中国、印度、日本、俄罗斯）采纳了第48/13号决议。该决议首次在国际层面承认享有健康环境的权利是一项基本人权。紧随其后的是一场由上千个非营利性组织和十五个联合国机构带领的国际运动。
这个决议也邀请了纽约的联合国大会审议此问题。因此联合国大会可能被邀请采纳一个相似的决议。这种承认会在国际舞台上更加重视享有健康环境权。
这些决议可以为最终通过一项关于健康环境权的国际公约铺平道路。根据联合国人权和环境特别调查员David Boyd教授的说法，这样的条约将会是已经提出的世界环境公约的一个延伸。
1. 1 2 3   (PDF).
2. 1 2  Hub, IISD's SDG Knowledge. .   [2022-06-09]. （原始内容存档于2022-02-10） （美国英语）.
3. 1 2   (PDF).   [2022-06-09]. （原始内容存档 (PDF)于2022-01-21）.
4. 1 2  . web.archive.org. 2021-01-22  [2022-06-09]. 原始内容存档于2021-01-22.
5. ↑   (PDF).   [2022-06-09]. （原始内容存档 (PDF)于2022-04-28）.
6. ↑  Aguila, Yann; Viñuales, Jorge E.  (PDF).   [2022-06-09]. （原始内容存档 (PDF)于2022-04-01）.
7. 1 2 3  . Global Pact for the Environment.   [2022-06-09]. （原始内容存档于2022-04-28） （美国英语）.
8. 1 2  . Le Club des Juristes.   [2022-06-09]. （原始内容存档于2022-02-10） （fr-FR）.
9. ↑  ,   [2022-06-09], （原始内容存档于2022-02-10） （英语）
10. ↑  Development, United Nations World Commission on Environment and. . .   [2022-06-09]. （原始内容存档于2022-02-10）.
11. ↑  . Le Club des Juristes.   [2022-06-09]. （原始内容存档于2022-06-15） （fr-FR）.
12. ↑  . sustainabledevelopment.un.org.   [2022-06-09]. （原始内容存档于2021-10-28）.
13. ↑  Hub, IISD's SDG Knowledge. .   [2022-06-09]. （原始内容存档于2022-04-15） （美国英语）.
14. ↑  étrangères, Ministère de l'Europe et des Affaires. . France Diplomacy - Ministry for Europe and Foreign Affairs.   [2022-06-09]. （原始内容存档于2022-02-10） （英语）.
15. ↑  . News24.   [2022-06-09] （美国英语）.
16. ↑  . Reuters. 2017-06-24  [2022-06-09]. （原始内容存档于2022-02-10） （英语）.
17. ↑  . phys.org.   [2022-06-09]. （原始内容存档于2022-04-01） （英语）.
18. ↑  étrangères, Ministère de l'Europe et des Affaires. . France Diplomacy - Ministry for Europe and Foreign Affairs.   [2022-06-09]. （原始内容存档于2022-05-22） （英语）.
19. ↑  . UN News. 2017-09-19  [2022-06-09]. （原始内容存档于2022-04-17） （英语）.
20. ↑  . IUCN. 2018-09-19  [2022-06-09] （英语）.
21. ↑   (PDF).   [2022-06-09]. （原始内容存档 (PDF)于2022-04-01）.
22. ↑  Hub, IISD's SDG Knowledge. .   [2022-06-09]. （原始内容存档于2022-02-10） （美国英语）.
23. ↑   (PDF).   [2022-06-09]. （原始内容存档 (PDF)于2022-04-03）.
24. ↑  . IDDRI.   [2022-06-09]. （原始内容存档于2022-06-17） （英语）.
25. ↑  . IUCN. 2021-10-29  [2022-06-09]. （原始内容存档于2022-07-29） （英语）.
26. 1 2  . UN News. 2021-10-08  [2022-06-09]. （原始内容存档于2021-10-09） （英语）.
27. ↑  David Boyd. . www.pathway2022declaration.org. 2021-05-03  [2022-06-09]. （原始内容存档于2022-02-07） （英语）.